# شابیزک گلستانی
شابیزک گلستانی، شابیزک نوک‌دراز (نام علمی: Atropa acuminata) نام یک گونه از سرده شابیزک است.